# Tân Duyệt
Tân Duyệt là một xã cũ thuộc huyện Đầm Dơi cũ, tỉnh Cà Mau, Việt Nam.

## Địa lý
Xã Tân Duyệt nằm ở phía huyện Đầm Dơi, có vị trí địa lý:
- Phía đông giáp thị trấn Đầm Dơi và xã Tân Dân
- Phía tây giáp xã Quách Phẩm Bắc và xã Trần Phán
- Phía bắc giáp xã Tạ An Khương và xã Tân Trung
- Phía nam giáp xã Ngọc Chánh.

Xã Tân Duyệt có diện tích 52,41 km², dân số năm 2022 là 18.281 người, mật độ dân số đạt 348 người/km².

## Hành chính
Xã Tân Duyệt được chia thành 9 ấp: Bào Sen, Bá Huê, Đồng Tâm A, Đồng Tâm B, Tân Điền, Tân Khánh, Tân Long, Tân Thành, Tân Trung.

## Lịch sử
Ngày 25 tháng 7 năm 1979, Hội đồng Chính phủ ban hành Quyết định số 275-CP về việc chia xã Tân Duyệt thuộc huyện Ngọc Hiển thành 4 xã: Tân Duyệt, Tân Hồng, Tân Dân, Tân Chánh và thị trấn Ngọc Hiển.
Ngày 17 tháng 12 năm 1984 của Hội đồng Bộ trưởng ban hành Quyết định số 168-HĐBT về việc đổi tên huyện Ngọc Hiển thành huyện Đầm Dơi. Khi đó, xã Tân Duyệt thuộc huyện Đầm Dơi.
Ngày 2 tháng 2 năm 1991, Ban Tổ chức Chính phủ ban hành Quyết định số 51/QĐ-TCCP về việc sáp nhập xã Tân Hồng và xã Tân Dân vào xã Tân Duyệt.
Ngày 6 tháng 11 năm 1996, Quốc hội ban hành Nghị quyết về việc chia tỉnh Minh Hải thành tỉnh Bạc Liêu và tỉnh Cà Mau. Khi đó, xã Tân Duyệt thuộc huyện Đầm Dơi, tỉnh Cà Mau.
Ngày 5 tháng 9 năm 2005, Chính phủ ban hành Nghị định số 113/2005/NĐ-CP về việc thành lập xã Tân Dân trên cơ sở 2.948 ha diện tích tự nhiên và 6.148 nhân khẩu của xã Tân Duyệt.
Sau khi điều chỉnh địa giới hành chính, xã Tân Duyệt còn lại 5.131 ha diện tích tự nhiên và 14.448 nhân khẩu.